# Dicranomyia misera
Dicranomyia misera là một loài ruồi trong họ Limoniidae. Chúng phân bố ở miền Australasia.